# Escudo de Sax

Escudo oficial de Sax.

El escudo oficial de Sax tiene el siguiente blasonamiento:

Escudo cuadrilongo de punta redonda. Truncado y medio partido. En el primer cuartel, de azur, un castillo de oro mazonado y aclarado de sable, terrazado de su color. En el segundo, de gules, un medio vuelo de oro con una mano armada de una espada de plata. En el tercero, de plata, tres pinos de sinople, el central más alto que los laterales, terrazados de su color. Al timbre, corona real abierta.

## Historia
Se trata del escudo tradicional de la villa, con la representación del castillo de Sax, las armas parlantes de la Casa de Manuel de Villena (Mano-Ala), primeros señores de Villena (y por tanto de Sax), y una referencia a las extensas pinadas que cubrían el término y que eran una de sus riquezas principales. El escudo se aprobó por Resolución del 20 de noviembre de 1998, del conseller de Presidència. Publicado en el DOGV núm. 3.410, del 12 de enero de 1999.